# Osogowogebirge
Das Osogowogebirge (bulgarisch Осоговоⓘ oder Осоговска планина / Osogowska planina, mazedonisch Осогово / Osogovo) erhebt sich im Südwesten Bulgariens und im Nordosten der Republik Nordmazedonien.
Mit 2251 Metern ist der Ruen (Руен) der höchste Gipfel und eines der 100 nationalen touristischen Objekte in Bulgarien.
Das Gebirge ist seit 2005 Namensgeber für die Osogovo Bay im Archipel der Südlichen Shetlandinseln in der Antarktis.